# Take Me Out (opera teatrale)
Take Me Out è un'opera teatrale del drammaturgo statunitense Richard Greenberg. Il dramma, finalista per il Premio Pulitzer per la drammaturgia, parla dell'omofobia presente nel mondo dello sport.

## Trama
La gran parte del dramma si svolge nello spogliatoio di una squadra della Major League Baseball e affronta i temi dell'omofobia, razzismo, mascolinità e il ruolo della classe sociale nello sport.
Quando il popolare giocatore Darren Lemming rivela al pubblico la propria omosessualità, i suoi compagni di squadra e avversari reagiscono in modi diversi e contrastanti. Il coming out di Darren avrà sviluppi inaspettati per la stagione, che terminerà con tragiche conseguenze.